# Mesochorus foersteri
Mesochorus foersteri är en stekelart som beskrevs av Dasch 1971. Mesochorus foersteri ingår i släktet Mesochorus och familjen brokparasitsteklar. Inga underarter finns listade i Catalogue of Life.